# Vojvodina
Vojvodina (serbisk kyrilliska: Војводина) är en autonom provins i Serbien. Vojvodina är beläget i norra Serbien, norr och öster om floden Donau, söder om Ungern. Största stad är Novi Sad; den näst största staden är Subotica. Vojvodina har mer än 26 etniska folkgrupper och sex officiella språk.

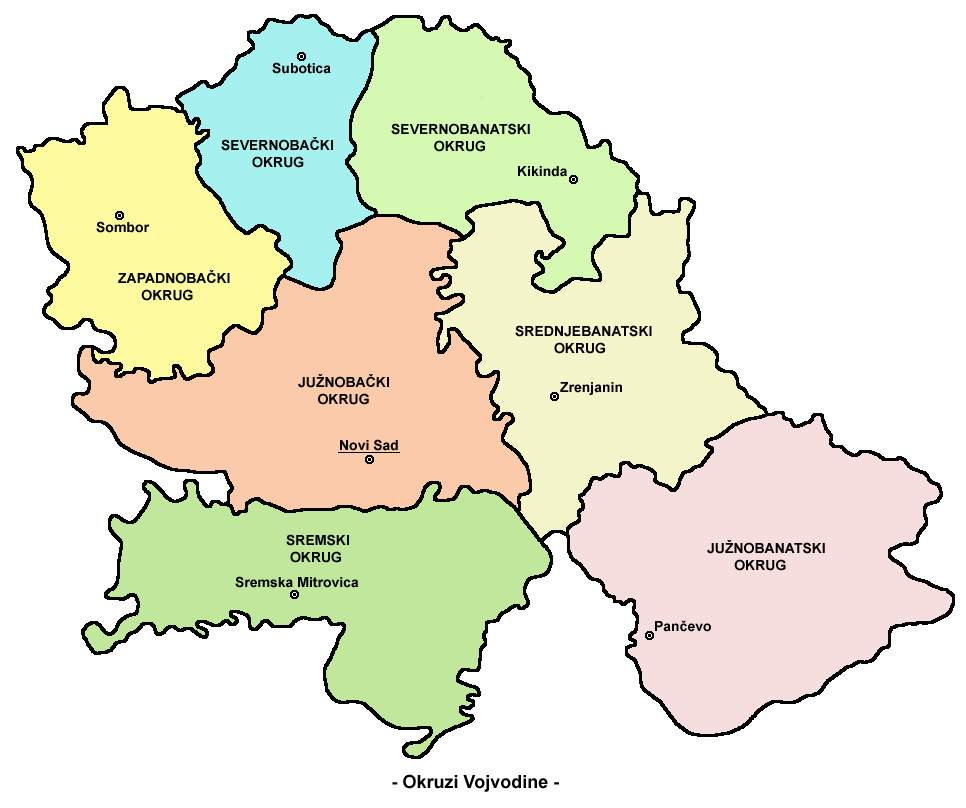
Karta över Vojvodinas distrikt.

## Namn
Fullständigt namn av provinsen på de officiella språken är:
- Serbiska: Аутономна Покрајина Војводина.
- Ungerska: Vajdaság Autonóm Tartomány.
- Slovakiska: Autonómna pokrajina Vojvodina.
- Rumänska: Provincia Autonomă Voivodina.
- Kroatiska: Autonomna Pokrajina Vojvodina.
- Rusinska: Автономна Покраїна Войводина.

Fullständigt namn av provinsen på språk som inte är officiella men talas lokalt i Vojvodina:
- Montenegrinska: Autonomna Pokrajina Vojvodina/Аутономна Покрајина Војводина.
- Romani: Voyvodina.
- Bunjevac: Autonomna Pokrajina Vojvodina.
- Makedonska: Автономна Покраина Војводина.
- Ukrainska: Автономний край Воєводина.
- Bosniska: Autonomna Pokrajina Vojvodina.
- Tyska: Autonome Provinz Woiwodina.
- Slovenska: Avtonomna pokrajina Vojvodina.
- Albanska: Krahina Autonome e Vojvodinës.
- Bulgariska: Автономна област Войводина.
- Tjeckiska: Autonomní oblast Vojvodina.
- Ryska: Автономный край Воеводина.

Namnet Vojvodina har sitt ursprung i titeln vojvod då regionen var ett vojvodskap. Det ursprungliga området omfattade förutom dagens Vojvodina i Serbien även områden i dagens västra Rumänien, södra Ungern och östra Kroatien.

## Historia
Efter den ungerska erövringen av Karpaterbäckenet, med början år 895, blev området ungerskt. Även området strax söder om nuvarande Vojvodina med den sedermera sydslaviska huvudstaden Belgrad blev ungerskt. Belgrad benämndes då Nándorfehérvár (="Bulgarernas vita stad"). Området erövrades av magyarerna från bulgarerna. År 1284 gavs staden som bröllopsgåva av det ungerska Árpád-huset till den dåvarande serbiska kungen. År 1456 besegrade den ungerska hären under János Hunyadi en numerärt överlägsen osmansk här vid Belgrad (Nándorfehérvár) vilket tre generationer framåt skyddade befolkningen från osmansk expansion. Många serber flydde från det osmanska hotet och fick en fristad i Ungern i bland annat nuvarande Vojvodina. År 1526 besegrades och splittrades den ungerska armén vid Mohács av osmanerna, och ett tillstånd av anarki uppstod.
År 1526 upprättade Jovan Nenad, en ledare över serbiska legoknektar, en stat som kontrollerade Banatet, Bačka och delar av Srem och vars huvudstad låg i Subotica. Under höjden av sin makt utropade sig Jovan Nenad till "tsar av Serbien". Den lokala ungerska adeln förenade sina styrkor och besegrade de serbiska styrkorna 1527. Jovan Nenad blev lönnmördad och hans kortlivade rike föll. Därefter hamnade området under Osmanska riket.

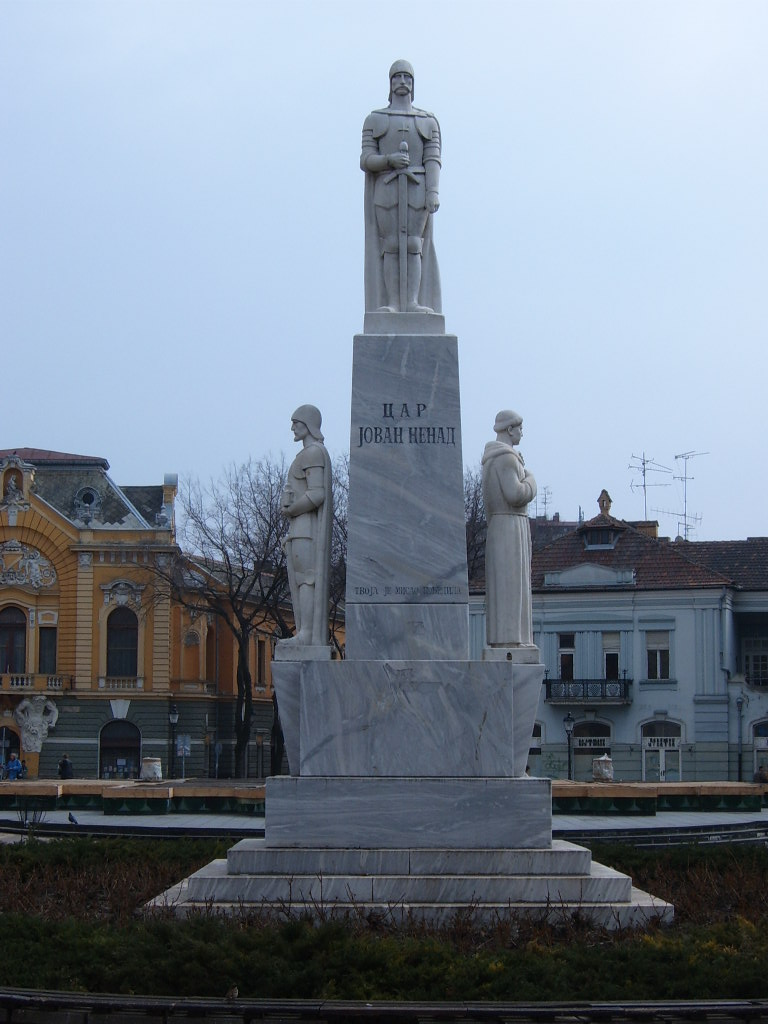
Monument över tsar Jovan Nenad i Subotica som bär inskriptionen Din vision har segrat.

Den ungerska ursprungsbefolkningen flydde, fördrevs eller utrotades. Detta ledde till befolkningsändringar i området. Många serber tvångsrekryterades till den osmanska armén. Detta var inledningen på konflikten mellan serber och ungrare. Vojvodina erövrades 1688 av Österrike efter att ha tillhört Osmanska riket i över ett århundrade. När Ungern förklarade sig självständigt från Österrike 1848 kom Vojvodina att bli en del av Ungern. Då den ungerska revolutionära regeringen inte erkände rättigheterna för de övriga folken i Ungern, utropades ett självstyrande hertigdöme i området, som fick namnet Srpska Vojvodina, det vill säga det "serbiska hertigdömet". Hertigdömet, som även inkluderade delar av Baranja, utropades av Majförsamlingen som var en serbisk konstituerande församling aktiv mellan 13 och 15 maj 1848.
Församlingen valde general Stevan Šupljikac till hertigdömets första hertig. Den ungerska regeringen, vid den tidpunkten fortfarande allierad med Österrike, valde att svara med våld mot det serbiska hertigdömet. Men då den ungerska revolutionen blev allt mer radikaliserad bytte Österrike sida och började bekämpa Ungern med serberna på sin sida. De ungerska revolutionärerna besegrade inledningsvis Österrike med deras allierade (serber, kroater, rumäner). Med hjälp av Tsarryssland och stor numerär överlägsenhet krossades slutligen den ungerska revolutionen. Efter kväsningen gavs Vojvodina status som eget kronland med namnet Hertigdömet Serbien och Temesbanatet (tyska: Woiwodschaft Serbien und Temescher Banat). Provinsen avskaffades 1860 och blev då en del av den ungerska riksenheten.
Efter första världskriget delades Vojvodina mellan Rumänien och den nybildade staten kungariket Jugoslavien. Efter andra världskriget dödades många civila tillhöriga den ungerska ursprungsbefolkningen, ca 20.000. Under andra världskriget blev den nordvästra tredjedelen en del av Ungern igen där bland annat Délvidék ingår. Paramilitära ungerska trupper dödade ca 1 500 civila (främst serber) i Novi Sad-området som hämnd för terrorattacker mot ungrarna[källa behövs]. Ledarna för detta dåd blev ställda inför en ungersk militärdomstol och dömda. Efter domen flydde de från Ungern till Hitler-Tyskland. Titos partisaner mördade många civila ungrare och tyskar som hämnd för detta dåd. Även synagogor demolerades. Offren var flera tiotusental och det verkliga antalet är ännu ej utrett. År 1946 blev den jugoslaviska delen en autonom provins och en halv miljon tyskar, som var bosatta i området, fördrevs. Under åren 1989-90 reducerade Slobodan Milošević denna autonomi betydligt. Detta ledde till ökade spänningar mellan befolkningsgrupperna i Vojvodina. Vojvodina har fått ett betydande befolkningstillskott av flyktingar från de jugoslaviska krigen, främst serber från Kroatien, Kosovo och Bosnien och Hercegovina, vilket delvis har ändrat den etniska kartan. Den ungerska befolkningen har till en följd av detta sjunkit kraftigt i antal och riskerar att försvinna[källa behövs].
- Se även: Lista över Serbiens regenter
- Se även: Lista över Ungerns statsöverhuvuden

## Distriktindelning

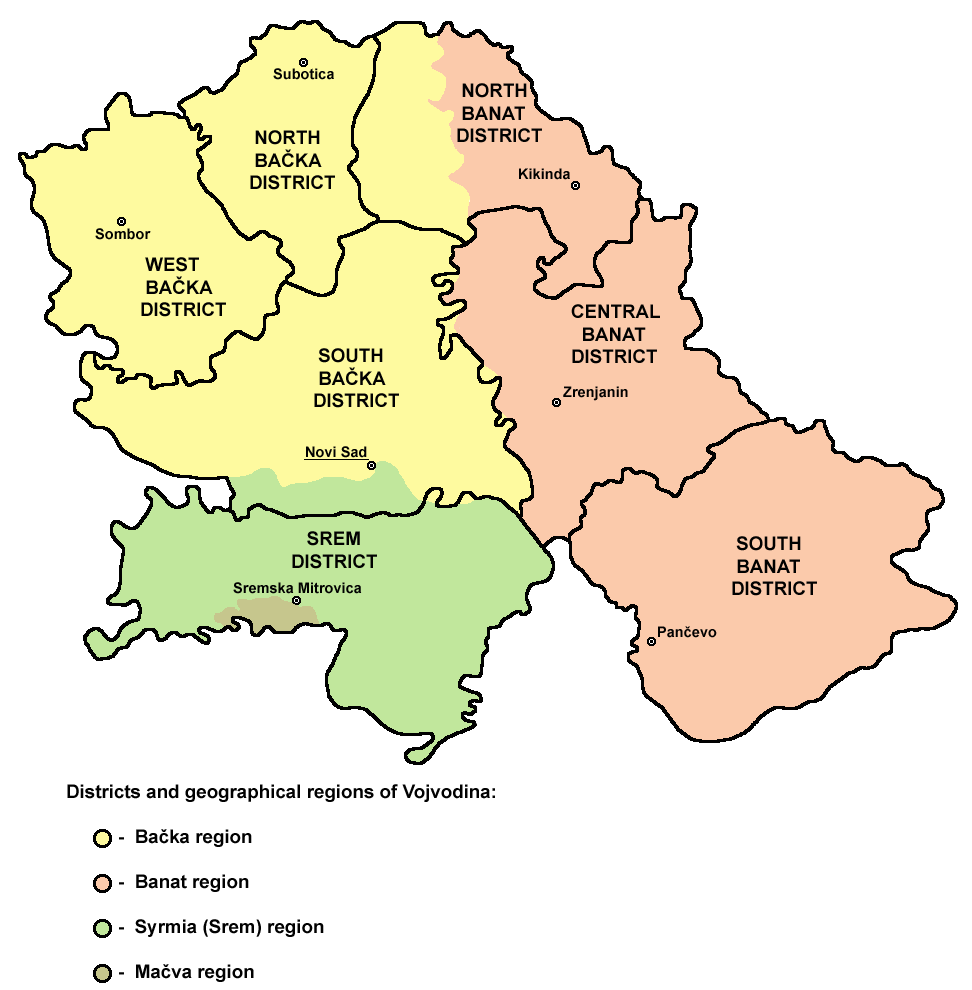
Karta över Vojvodinas distrikt med områdena Bačka, Temesbanatet, Srem och Mačva infärgade.

Vojvodina delas in i tre geografiska områden med tillhörande distrikt:
- Bačka
  - Norra Bačka
  - Södra Bačka
  - Västra Bačka
- Banatet
  - Norra Banatet
  - Mellersta Banatet
  - Södra Banatet
- Srem

## Städer
Vojvodinas största städer med folkmängd:
- Novi Sad (215 659)
- Subotica (99 471)
- Zrenjanin (79 545)
- Pančevo (76 110)
- Sombor (50 950)
- Sremska Mitrovica (39 041)
- Vršac (36 300)
- Vrbas (25 887)
- Apatin (19 000)

## Demografi

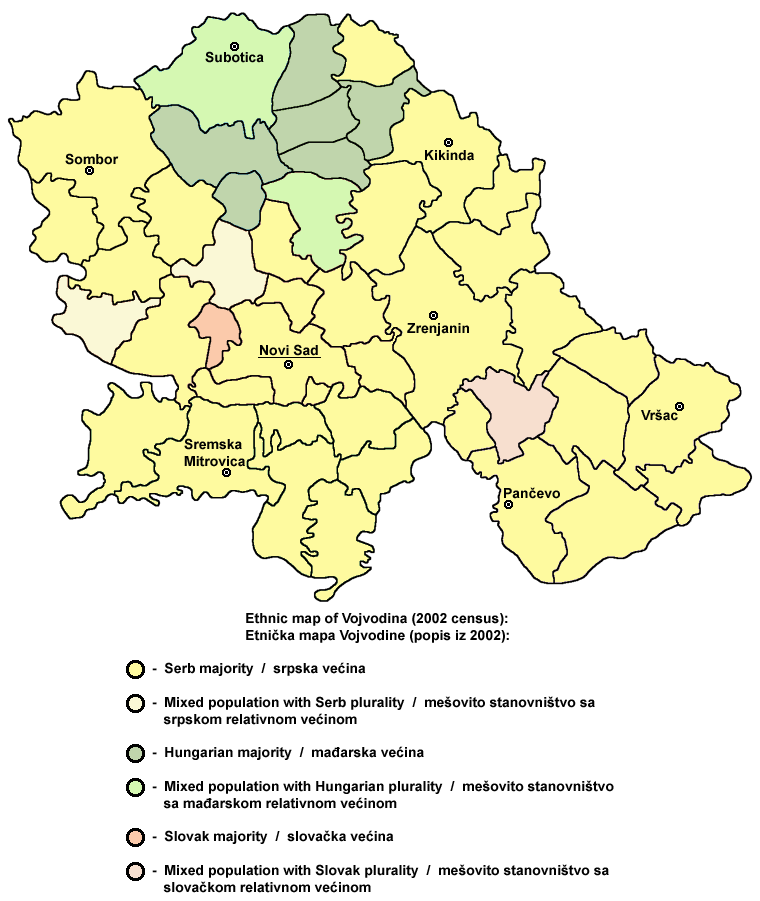
Engelskspråkig karta över etniska grupper i Vojvodina.

Vojvodina har mer än 26 etniska folkgrupper och sex officiella språk. Den största är folkgruppen är serber (65,05 %), följt av ungrare (14,28 %), slovaker (2,79 %), kroater (2,78 %), jugoslaver (2,45 %), montenegriner (1,75 %), rumäner (1,5 %), romer (1,43 %) och bunjevci (0,97 %).
Mindre folkgrupper som lever i Vojvodina är rusiner, makedonier, ukrainare, muslimer (som nationalitet), tyskar, slovener, albaner, bulgarer, tjecker, ryssar, goraner, bosniaker, valaker, šokci och kineser.

### Språk
Antal talare med serbiska som modersmål är 76,63 %, därefter är ungerska största modersmål för 13,99 %. Vidare finns mindre grupper som talar slovakiska (2,71 %), rumänska (1,45 %), romani (1,08 %) och kroatiska (1,04 %). Romani är dock inget officiellt språk i Vojvodina.

### Religion
De två största kyrkorna i Vojvodina är den ortodoxa kyrkan som innefattar 68,97 procent av befolkningen och den romersk-katolska kyrkan med 19,11 procent. En mindre grupp är dessutom protestanter medan en större grupp är ateister eller inte valt att ange sin religion i den senaste undersökningen från 2002. En majoritet av katolikerna och protestanterna är etniska ungrare eller har etniskt ungerskt ursprung. I synnerhet de reformerta (kalvinisterna) är nästan exklusivt av ungerskt ursprung.